# Copa de Europa de baloncesto 1972-73
La decimosexta edición de la Copa de Europa de Baloncesto fue ganada por el Ignis Varese por segundo año consecutivo, derrotando en la final al CSKA Moscú. La final se disputó en Lieja.

## Primera ronda
| Equipo 1               | Agr.    | Equipo 2          | Ida    | Vuelta |
| ---------------------- | ------- | ----------------- | ------ | ------ |
| 04 Leverkusen          | 160-165 | Simmenthal Milano | 73–75  | 87–90  |
| Wienerberger           | 137-126 | İTÜ               | 81–68  | 56–58  |
| Etzella                | 152-160 | Epping Avenue     | 81–91  | 71–69  |
| ÍR                     | 102-210 | Real Madrid       | 65–117 | 37–93  |
| Alvik                  | 144–190 | Maccabi Elite     | 74–103 | 70–87  |
| Honvéd                 | 144–169 | Bus Fruit Lier    | 85–77  | 59–92  |
| FUS Rabat              | 139–193 | ASVEL             | 65–82  | 74–111 |
| Porto                  | 149-202 | Slavia VŠ Praha   | 81–93  | 68–109 |
| Jeunesse Sportivo Alep | 0-4*    | Partizani Tirana  | 0–2    | 0–2    |
| Levi's Flamingo's      | 164-179 | Crvena zvezda     | 88–72  | 74–107 |
| Dinamo București       | 172-132 | Knorr Stars Honka | 95–58  | 77–74  |
| Academic               | 154-141 | Panathinaikos     | 76–57  | 78–84  |

*Jeunesse Sportivo Alep se retiró antes del partido de ida y el Partizani Tirana recibió el marcador 2-0 en ambos partidos.

## Segunda ronda
| Equipo 1          | Agr.    | Equipo 2        | Ida    | Vuelta |
| ----------------- | ------- | --------------- | ------ | ------ |
| Stade Français    | 172-242 | CSKA Moscú      | 92–121 | 80–121 |
| Simmenthal Milano | 175-156 | Wienerberger    | 93–76  | 82–80  |
| Epping Avenue     | 109-229 | Real Madrid     | 62–119 | 47–110 |
| Maccabi Elite     | 162-146 | Bus Fruit Lier  | 97–74  | 65–72  |
| ASVEL             | 148-153 | Slavia VŠ Praha | 66–63  | 82–90  |
| Partizani Tirana  | 157-193 | Crvena zvezda   | 83–94  | 74–99  |
| Dinamo București  | 141-133 | Academic        | 72–75  | 69–58  |

Clasificado automáticamente para la fase de grupos
- Ignis Varese (defensor del título)

## Fase de grupos de cuartos de final
Los cuartos de final se jugaron con un sistema de todos contra todos, en el que cada serie de dos partidos ida y vuelta se consideraba como un solo partido para la clasificación.
|  | Los dos primeros acceden a semifinales |

|    | Equipo            | Par. | Pts. | G | P | PF  | PC  | PD  |
| -- | ----------------- | ---- | ---- | - | - | --- | --- | --- |
| 1. | Simmenthal Milano | 3    | 6    | 3 | 0 | 552 | 512 | +40 |
| 2. | Estrella Roja     | 3    | 5    | 2 | 1 | 521 | 533 | -12 |
| 3. | Real Madrid       | 3    | 4    | 1 | 2 | 485 | 487 | -2  |
| 4. | Maccabi Elite     | 3    | 3    | 0 | 3 | 550 | 576 | -26 |

|    | Equipo           | Par. | Pts. | G | P | PF  | PC  | PD  |
| -- | ---------------- | ---- | ---- | - | - | --- | --- | --- |
| 1. | CSKA Moscú       | 3    | 6    | 3 | 0 | 510 | 453 | +57 |
| 2. | Ignis Varese     | 3    | 5    | 2 | 1 | 503 | 475 | +28 |
| 3. | Dinamo București | 3    | 4    | 1 | 2 | 469 | 505 | -36 |
| 4. | Slavia VŠ Praha  | 3    | 3    | 0 | 3 | 489 | 538 | -49 |

## Semifinales
| Equipo 1          | Agr.    | Equipo 2     | Ida   | Vuelta  |
| ----------------- | ------- | ------------ | ----- | ------- |
| Simmenthal Milano | 169–212 | Ignis Varese | 72–97 | 100–115 |
| Estrella Roja     | 173–198 | CSKA Moscú   | 90–98 | 83–100  |

## Final
| 22 de marzo de 1973 | Ignis Varese                | 71–66       | CSKA Moscú                    | |  |
|                     | Parciales: 41-29, 30–37     |             |                               | |  |
|                     | Estadísticas Manuel Raga 25 | Reporte Pts | Estadísticas 34 Serguéi Belov | Pabellón: Country Hall Ethias Liège, Lieja Asistencia: 3.700 espectadores Árbitros: Artenik Arabadjan (BUL), Kostas Dimou (GRE) |  |

| Campeón de la Copa de Europa 1972–73 |
| ------------------------------------ |
| Ignis Varese 3.er título             |